# Zulureligionen
Zulureligionen är en bantureligion i den bantutalande Zulukulturen i Sydafrika. 
Liksom andra variationer av bantureligionen utgår den från en grund av animism och förfädersdyrkan. Förfäderna kallas Amadlozi. 
Andarna är indelade i ett panteon av gudar. Den högsta guden är skaparen Unkulunkulu.